# Команова
Кома́нова — гора в масиві Чивчини (Українські Карпати). Розташована в південній частині Верховинського району Івано-Франківської області, на південний схід від села Буркут.
Висота 1734,1 м (за іншими даними — 1731 м). Гора розташована на головному хребті Чивнинських гір. Вершина незаліснена, західні та південно-східні схили дуже стрімкі, місцями обривисті; північні та північно-східні схили пологі.
На південний схід розташована гора Палениця (1749,6 м), на північний захід — Коман (1723,6 м). Через вершину Команової з південного сходу на північний захід проходить українсько-румунський кордон.
На північний схід від вершини простягається полонина, яка на сході переходить у розлогу полонину Палениця. Ці полонини утворюють найвище плоскогір'я України.